# Handralu, Madhugiri
Handralu là một làng thuộc tehsil Madhugiri, huyện Tumkur, bang Karnataka, Ấn Độ.